# Bund der Deutschen Landjugend
Der Bund der Deutschen Landjugend (BDL) e. V. ist ein eingetragener Verein. Sein Hauptanliegen ist es, die Lebens- und Bleibeperspektiven junger Menschen in ländlichen Räumen zu erhalten und zu verbessern.
Im größten deutschen Jugendverband in ländlichen Räumen engagieren sich bundesweit ca. 100.000 Landjugendliche im Alter zwischen 15 und 35 Jahren in Orts-, Kreis- und Bezirksgruppen sowie Jugendklubs der 18 Landesverbände.
Der Verband ist die selbständige Jugendorganisation des Deutschen Bauernverbandes, des Deutschen Weinbauverbandes und des Deutschen LandFrauenverbandes. Als solcher ist er überkonfessionell und parteipolitisch ungebunden.

## Bundesmitgliederversammlung
Höchstes Entscheidungsgremium sind die zweimal jährlich stattfindenden Bundesmitgliederversammlungen, bei denen auch der paritätisch besetzte Bundesvorstand gewählt wird. Der Bundesvorstand besteht aus zwei Vorsitzenden und jeweils zwei Stellvertretern. Lars Ruschmeyer (seit April 2024) und Theresa Schmidt (seit Mai 2022) führen den Verband als Bundesvorsitzende. Die Geschäftsstelle befindet sich in Berlin.

## Aufgaben
Der Jugendverband kümmert sich um berufliche, politische und kulturelle Förderung und Weiterbildung von jungen Menschen in ländlichen Räumen und arbeitet auf demokratischer Grundlage.

Mit seiner Arbeit möchte der Verband u. a.:
- Perspektiven für Junglandwirte und Jungwinzer schaffen,
- die Beteiligung von jungen Menschen in allen gesellschaftlichen und politischen und speziell in allen jugend- und agrarpolitischen Bereichen fördern sowie
- junge Menschen zu tolerantem, sozialem und kritischem Verhalten gegenüber der Gesellschaft und den Mitmenschen zu motivieren.

## Finanzierung
Der Verein wird finanziell unterstützt durch
- das Bundesministerium für Familie, Senioren, Frauen und Jugend,
- das Bundesministerium für Ernährung, Landwirtschaft und Verbraucherschutz,
- das Deutsch-Französische Jugendwerk sowie
- die Landwirtschaftliche Rentenbank.

## Geschichte
Der BDL wurde am 18. Dezember 1949 in Fredeburg gegründet. Er war von Beginn an ein föderativer Zusammenschluss der Landesverbände der Landjugend. Am 27. August 1950 fand in Mainz der erste Deutsche Landjugendtag mit rund 700 Teilnehmern statt. Am 19. Dezember 2015 wurde der Übergang von einem nicht eingetragenen Verein zu einem eingetragenen Verein einstimmig in der Bundesmitgliederversammlung des BDL beschlossen.